# Abalá (Mexic)
Abalá este un municipiu și un oraș din Yucatán, Mexic.
1. 1 2   http://snim.rami.gob.mx/ Lipsește sau este vid: |title= (ajutor)
2. ↑   http://www.inegi.org.mx/sistemas/consulta_resultados/iter2010.aspx?c=27329&s=est Lipsește sau este vid: |title= (ajutor)
3. ↑   http://tucodigo.mx/index.php?estado=31&mpio=1&b_query=mpio Lipsește sau este vid: |title= (ajutor)